# 효고현 제7구
효고현 제7구(兵庫県 第7区)는 일본의 중의원 선거구이다. 1994년 공직선거법으로 신설되었다.

## 지역
- 니시노미야시 일부
- 아시야시